# Tramway Bergame Albino
Le tramway Bergame-Albino est une ligne de métro léger qui relie la ville de Bergame à Albino (Italie). Totalisant une longueur de 12,5 kilomètres, il a été inauguré en 2009.

## Réseau

### Matériel roulant
14 rames AnsaldoBreda Sirio sont affectés à ce ligne.